# Hebeloma victoriense
Hebeloma victoriense är en svampart som beskrevs av A.A. Holland & Pegler 1983. Hebeloma victoriense ingår i släktet fränskivlingar och familjen Strophariaceae.   Inga underarter finns listade i Catalogue of Life.

## Källor

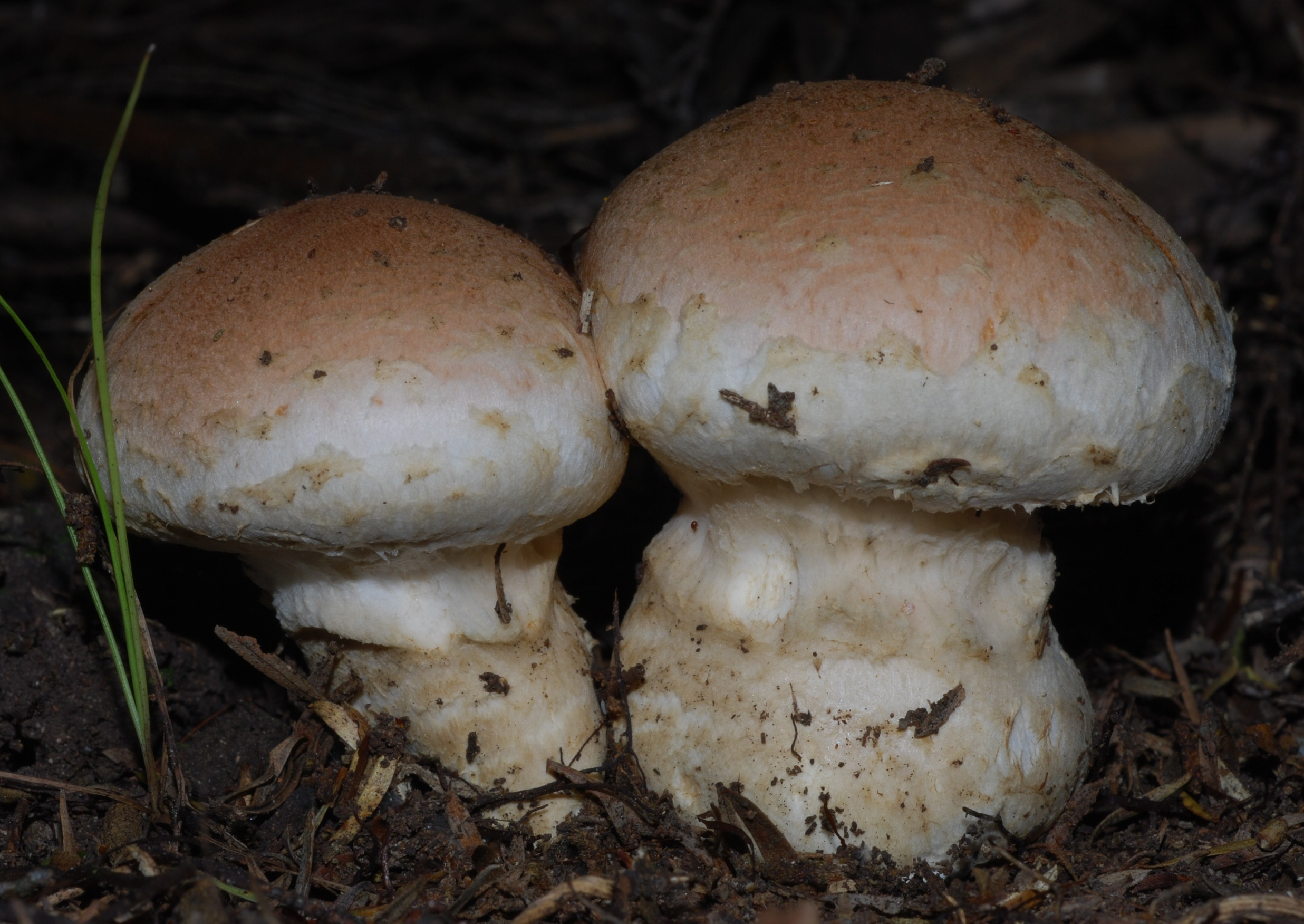
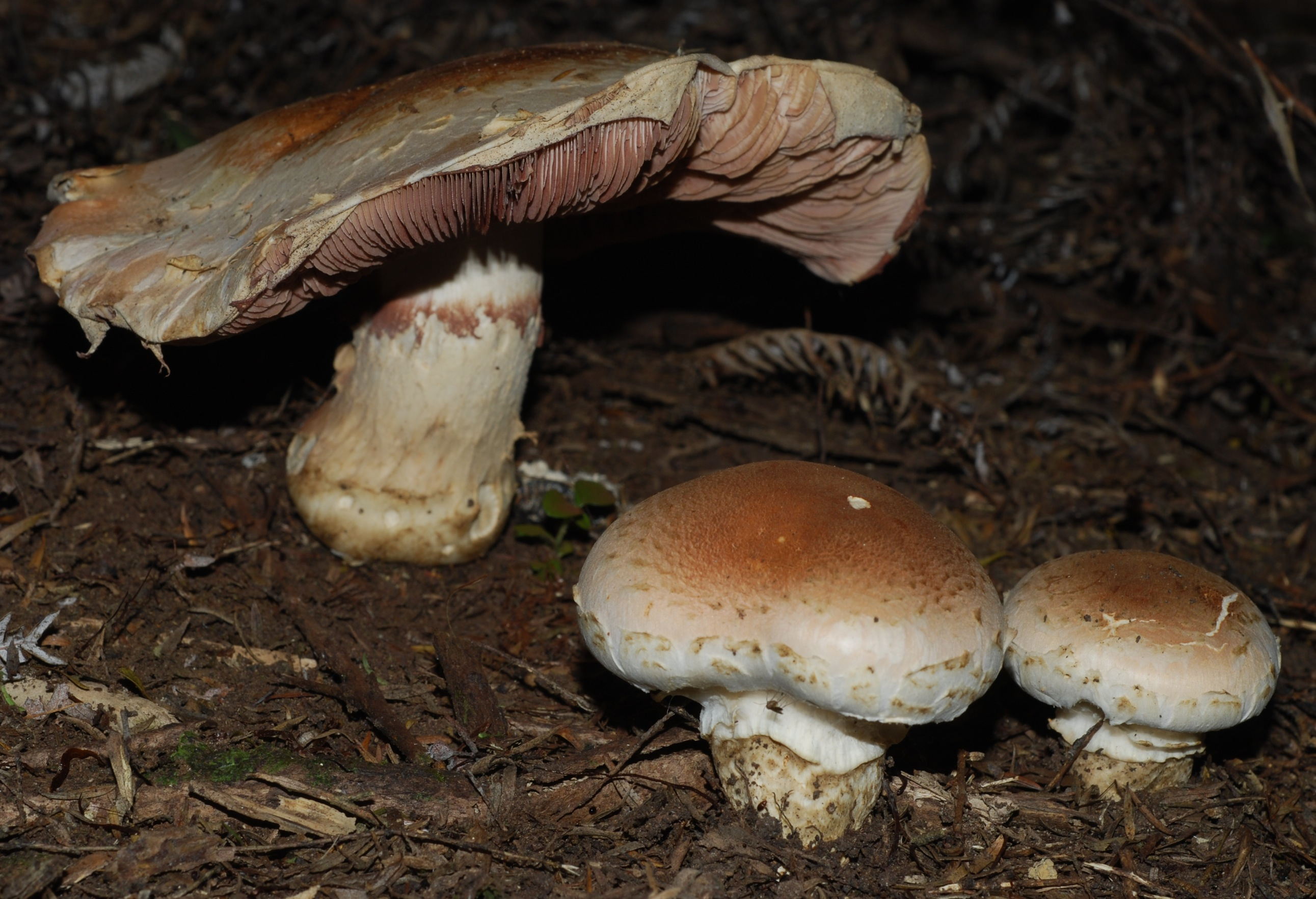
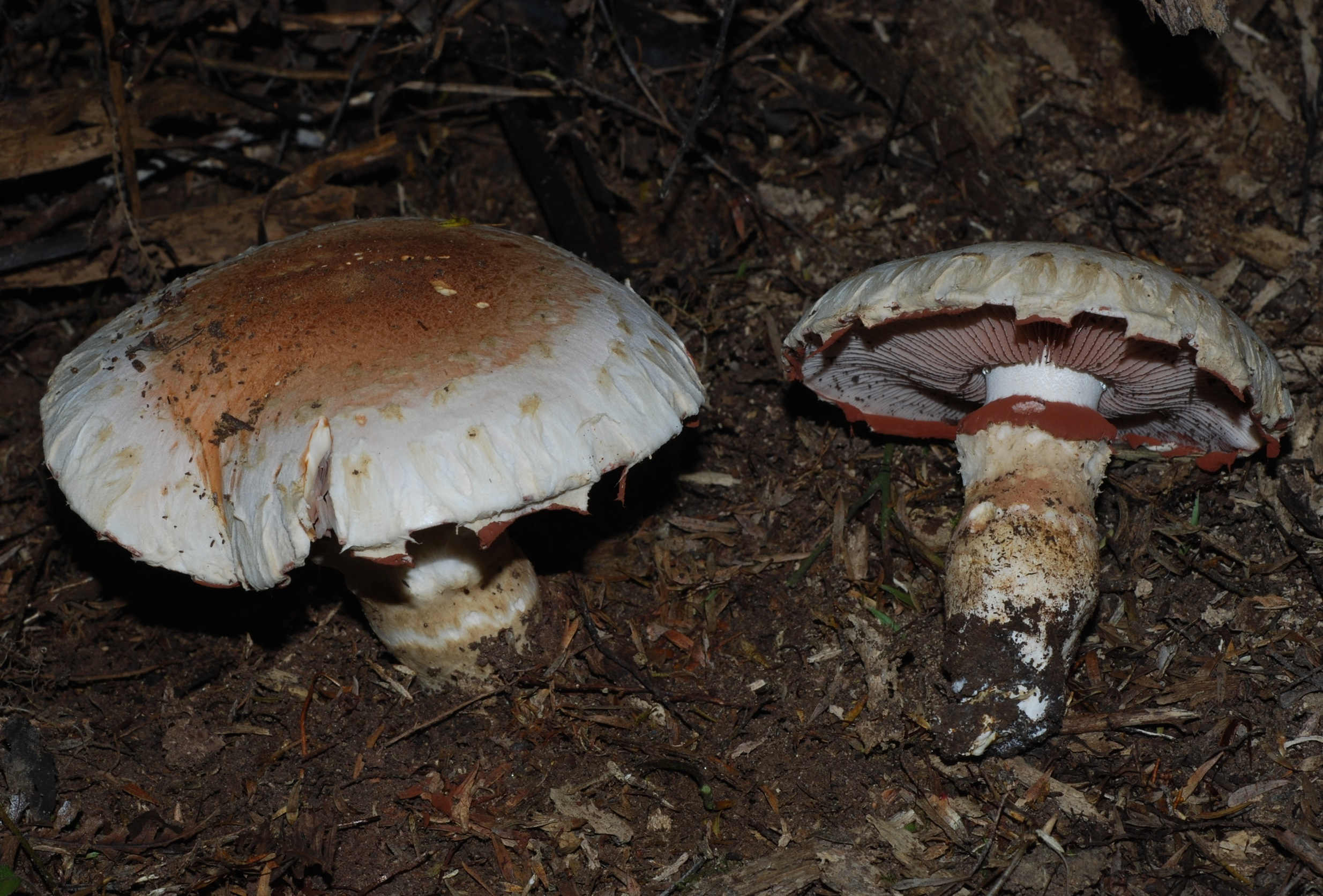
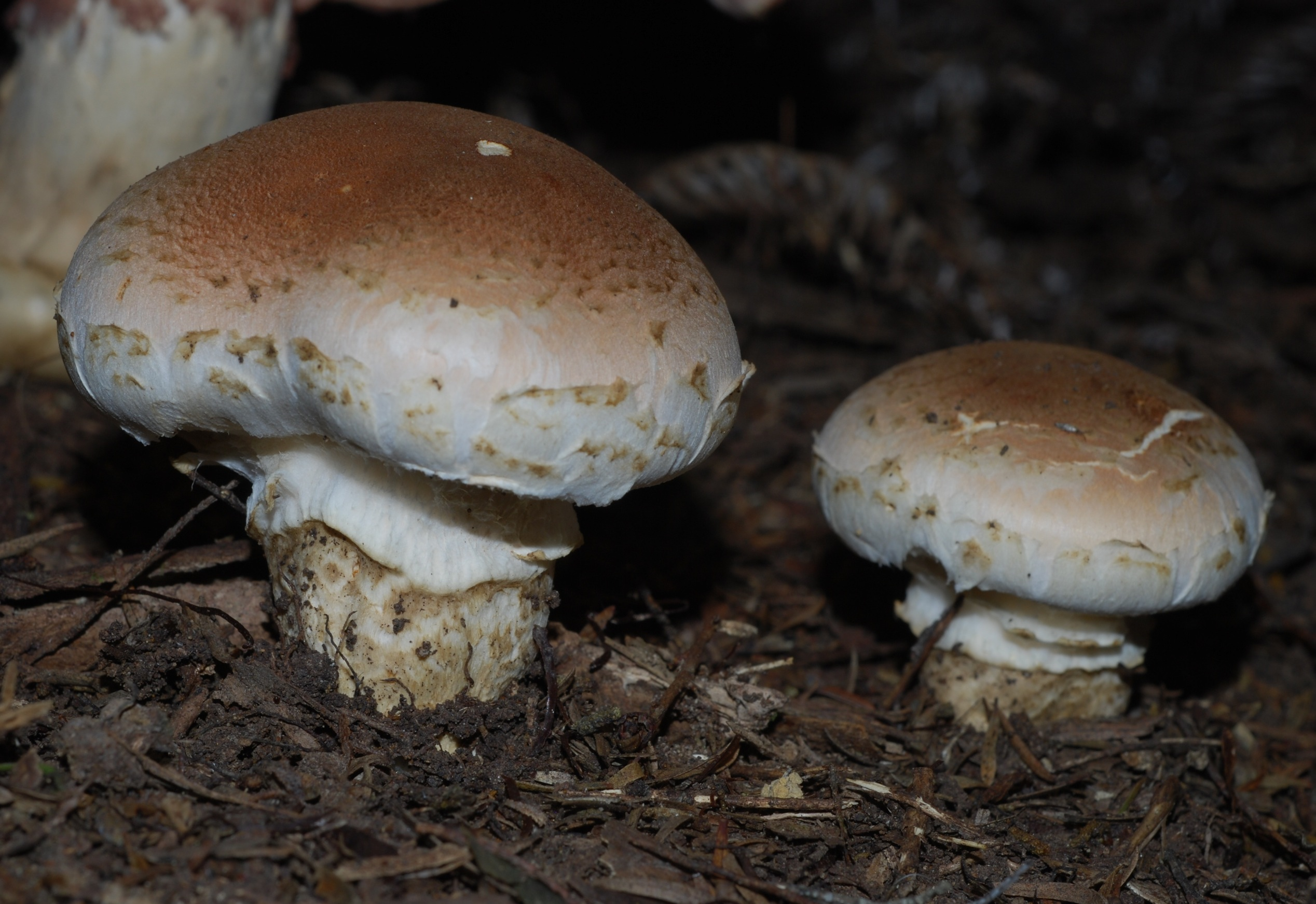
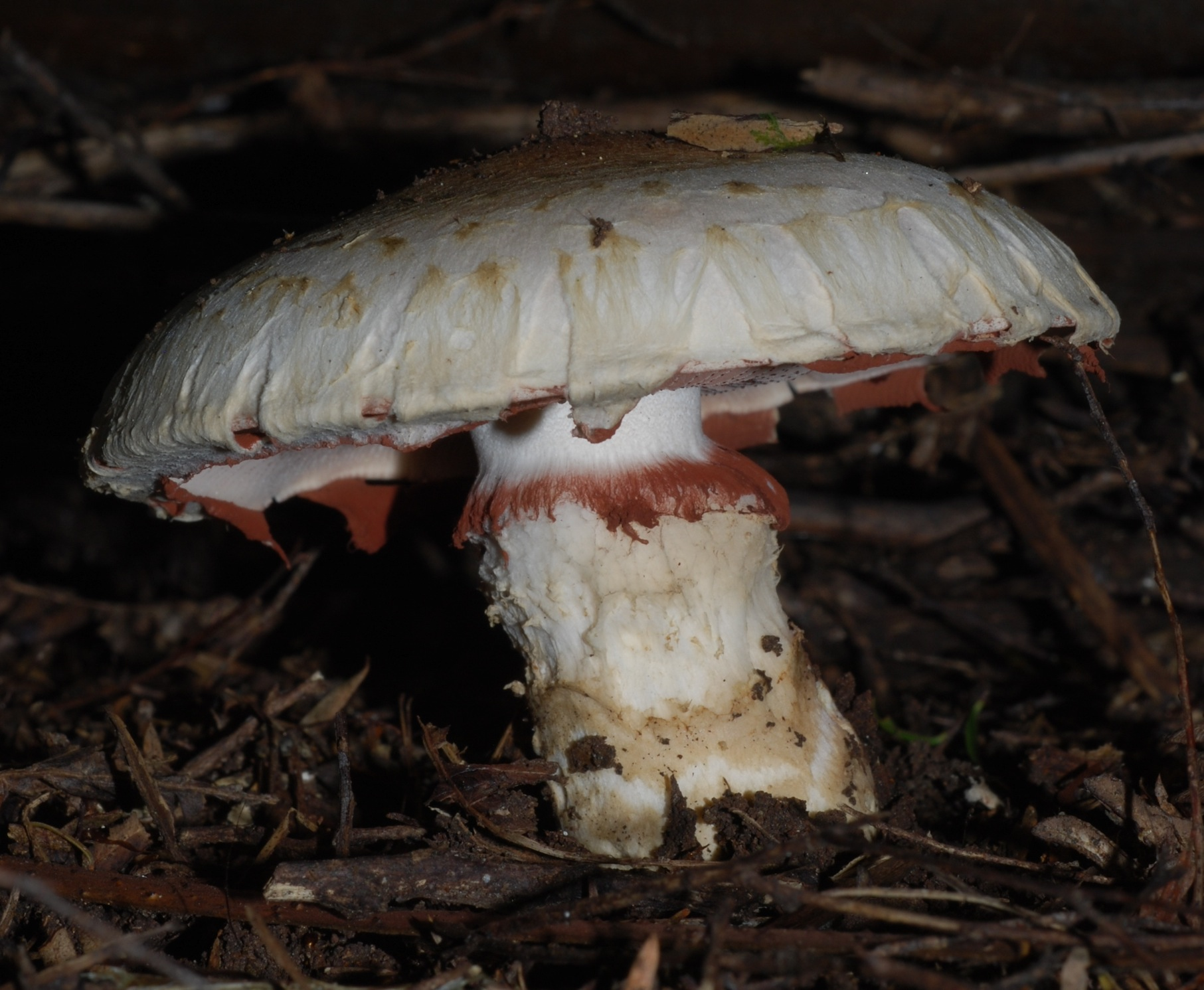